# Segona batalla de Khàrkiv
La segona batalla de Khàrkiv, anomenada així pel Mariscal Wilhelm Keitel va ser una contraofensiva de l'Eix contra l'ofensiva del cap de pont d'Izium de l'Exèrcit Roig, portada a terme entre el 12 i el 28 de maig de 1942, al Front Oriental durant la Segona Guerra Mundial. El seu objectiu era eliminar el cap de pont d'Izium (rus: Изюмский плацдарм) sobre Severski Donets, o el sortint de Barvenkovo (rus: Барвенковский выступ), que era una de les zones de descans de l'ofensiva soviètica. Després d'una ofensiva d'hivern que aconseguí expulsar els alemanys de Moscou, però que alhora esgotà les reserves soviètiques, l'ofensiva de Khàrkiv va ser una nova temptativa soviètica per expandir la seva iniciativa estratègica, encara que fracassà en assegurar un element sorpresa significatiu.
El 12 de maig, tropes soviètiques a les ordres del Marical Semió Timoixenko llançaren una ofensiva contra el VI. Armee alemany, des d'un sortint establert durant la contraofensiva d'hivern. Després d'uns senyals inicials prometedors, l'ofensiva va ser aturada pels contraatacs alemanys. Errors crítics de diversos oficials d'estat major i del mateix Stalin, que no van saber estimar acuradament el potencial del VI. Armee i sobreestimaren les seves pròpies forces recent entrenades, van fer que els alemanys aconseguissin realitzar un reeixit atac en pinça al voltant de les tropes soviètiques que estaven atacant, aïllant-les de la resta del front.

## Rerefons

### Situació general del Front Oriental
A finals de febrer de 1942, la contraofensiva d'hivern soviètica, que havia expulsat als alemanys de les portes de Moscou i havia reconquerit Rostov al sud, s'havia aturat, deixant a tots dos exèrcits recuperant-se de les seves ferides.
Stalin estava convençut que els alemanys es trobaven ja al seu llit de mort, i que es col·lapsarien durant la primavera o l'estiu de 1942, tal com va dir en el seu discurs del 7 de novembre de 1941. Per tant, decidí explotar aquesta feblesa aparent alemanya al Front Oriental llançant una renovada ofensiva durant la primavera.
La decisió de Stalin va haver de fer front a la resistència dels seus alts consellers, incloent el cap de l'Estat Major de l'Exèrcit Roig, General Borís Xàpoixnikov, així com els generals Aleksandr Vassilevski i Gueorgui Júkov, els quals preferien una postura més defensiva. Encara que, d'acord amb les paraules de Júkov, Stalin creia que els alemanys podrien portar a terme operacions simultàniament per dos eixos estratègics, Stalin estava segur que amb l'inici de les operacions de primavera per tot el front alemany es desestabilitzaria tot l'exèrcit alemany abans no tingués una oportunitat per començar de manera efectiva el que podria ser una ofensiva mortal dirigida a Moscou. Malgrat la cautela demanada pels seus generals, la decisió final de Stalin va ser provar de sorprendre els alemanys mitjançant ofensives locals.
A finals de la primavera de 1942, l'Exèrcit Roig encara era inferior a la Wehrmacht tant en termes de força numèrica com de qualitat de l'equipament, malgrat la gran campanya de reforç que havia tingut lloc durant l'hivern i la primavera de 1942, amb considerables reforços en artilleria, tancs i aviació. En total, l'Exèrcit Roig desplegat al Front Oriental consistia en prop de 5.600.000 homes, 3.900 tancs, 44.900 canons i 2.200 avions; encara que la Wehrmacht sumava 6.200.000 homes, 3.229 tancs, 57.000 canons i 3.395 avions. Així doncs, la força de l'Exèrcit Roig era inferior en tot, llevat d'en tancs, encara que la seva qualitat era inferior a la dels fabricats a les indústries alemanyes.

### Triant l'estratègia
Després de la conclusió de l'ofensiva d'hivern, tant Stalin com la Stavka creien que les possibles ofensives alemanyes es dirigirien cap a Moscou, amb també una gran ofensiva cap al sud, a semblança de les operacions Barbarossa i Tifó de l'any anterior. Tot i que l'alt comandament soviètic creien que els alemanys havien estat derrotats a Moscou, les setanta divisions enfocades cap a Moscou seguien sent una amenaça per a la seguretat soviètica al sector. A més, tant Stalin com els seus generals immediatament subordinats i els comandants de front creien genuïnament que l'esforç principal tornaria a ser una ofensiva alemanya de nou cap a Moscou. Això no obstant, satisfets per l'èxit hivernal, Stalin creia que mitjançant ofensives locals a la zona s'afeblirien les tropes alemanyes, i conseqüentment es dificultarien els esforços alemanys per llançar una nova ofensiva per capturar Moscou. Si bé en un inici s'havia acordat preparar l'Exèrcit Roig per a una "defensa estratègica activa", posteriorment donà ordres per planejar set ofensives locals, entre el mar Bàltic i el mar Negre. Una de les zones específiques era la de Khàrkiv, i l'acció hauria de tenir lloc pel març.
A inicis de mes, la Stavka ordenà al quarter general de la Direcció Estratègica del Sud-oest que llancés una ofensiva a la regió, després de les victòries que seguiren a l'operació estratègica ofensiva de Rostov i de Barvenkovo-Lozovaia a la regió del Donbàs. Els combats esclataren aquell mes quan el Mariscal Semió Timoixenko i el tinent general Kiril Moskalenko penetraren a les posicions alemanyes pel Donets superior, a l'est de Khàrkiv. Durant l'abril continuà una dura lluita, amb Moskalenko travessant el riu amb èxit i establint un tènue cap de pont a Izium, mentre que a sud, el 6è Exèrcit soviètic tenia èxits limitats defensant-se contra els alemanys, aconseguint mantenir un cap de pont a la riba est del riu. Capturant l'atenció de Stalin, faria el primer pas pel preludi de l'eventual ofensiva per arribar a Pavlohrad i Sinelnikovo, i eventualment fins a Khàrkiv i Poltava. El 15 de març, els comandants soviètics van presentar plans preliminars per llançar una ofensiva cap a Khàrkiv, reunint grans reserves. El 20 de març, Timoixenko dirigí una conferència a Kupiansk per discutir sobre la propera ofensiva. Un informe posterior dirigit a Moscou, redactat pel cap d'estat major de Timoixenko, tinent general Baghramian, resumí la conferència, encara que no s'incloïen diversos punts claus. El gruix de les forces soviètiques a les regions de Barvenkovo i Voltxansk continuaria bé a inicis de maig. Els detalls finals es van debatre en reunions posteriors entre Stalin, la Stavka i els comandants de la Direcció Estratègica del Sud-oest, encapçalats per Timoixenko, durant els mesos de març i abril, sent publicades les directrius finals de la Stavka el 17 d'abril.

## Preparant l'ofensiva

### Orde soviètic de batalla
L'11 de maig de 1943, l'Exèrcit Roig va ser capaç de situar sis exèrcits en dos fronts, entre altres unitats. Englobats al Front Sud-oest estaven els exèrcits 21è, 28è i 6è. L'11 de maig, el 21 Cos de Tancs va penetrar amb èxit a la regió juntament amb el 23è Cos de Tancs, aportant 269 tancs addicionals. També hi havia 3 divisions independents de fusellers, així com un regiment de fusellers de la 270a Divisió de Fusellers, concentrats a la zona i amb el suport del 2n Cos de Cavalleria a Bogdanovka. El Front Sud estava format pels exèrcits 57è i 9è, amb 30 divisions de fusellers i una brigada de fusellers, amb reforços del 24è Cos de Tancs, el 5è Cos de Cavalleria i 3 divisions de fusellers de la Guàrdia. En aquell moment, el Front Sud podia desplegar fins a 11 canons o morters per kilómetre de front.
El reagrupament de forces al sector va ser durant el període de la raspútitsa, que convertí el terra en un fangar i retardà el desplegament i l'arribada de reforços en tots dos fronts. També hi va haver moltes crítiques des dels representants superiors soviètics, que culpaven als comandants dels fronts de no saber operar amb les seves forces, de la seva incapacitat per llançar ofensiva i pel seu generalat de cadira, com Vassilevski senyalà a les seves memòries. Com que el reagrupament anava tan lentament, els alemanys no es van adonar dels moviments soviètics davant del seu front. Moskalenko, comandant del 38è Exèrcit, donà la culpa al fet que els fronts no havien previst un pla abans de decidir el reagrupament, demostrant una pobre direcció de front. Comentà posteriorment que no va ser cap sorpresa que el comandament feixista alemany endevinés els nostres plans.

### Lideratge i potència soviètica
El comandament de la batalla va estar en mans del Mariscal Semió Timoixenko, un veterà de la I Guerra Mundial i de la Guerra Civil. Encara que Timoixenko havia tingut un èxit limitat a Smolensk un any abans, les seves temptatives van portar a la derrota. Posteriorment va poder orquestrar la victòria a Rostov durant els contraatacs d'hivern, gaudí d'un èxit limitat durant l'ofensiva de primavera a Khàrkiv prèvia a la batalla. Supervisant totes les accions hi havia el comissari militar Nikita Khrusxov.
Tot i això, el soldat soviètic era novell. A causa dels desastres succeïts durant 1941, alleugerits només per la victòria a Moscou, la major part de la força original de l'Exèrcit Roig estava morta, ferida o presonera dels alemanys, amb gairebé un milió de baixes des de la batalla de Moscou. Per tant, un típic soldat soviètic en aquells moments feia poc que havia estat reclutat i gairebé no tenia experiència de combat, si és que en tenia. Juntament als soldats poc preparats, l'Exèrcit Roig patia d'una pobre logística i d'una mancança de subministraments, car la major part de les antigues zones industrials soviètiques es trobaven en mans alemanyes. A més, la doctrina imperant en aquells moments era la defensa estratègica temporal.
El Mariscal Aleksandr Vassilevski, Cap de l'Estat Major General, reconegué que el 1942 l'Exèrcit Soviètic no estava preparat per portar a terme grans operacions ofensives contra l'exèrcit alemany ben entrenat, simplement perquè en aquells moments l'Exèrcit Roig no tenia l'avantatge qualitatiu i quantitatiu necessari per fer front a la Wehrmacht, i perquè el lideratge, tant a nivell d'oficials superiors i inferiors, no estava reconstruït després de les derrotes de 1941. La noció, malgrat tot, és molt retrospectiva i és una anàlisi de la conducta soviètica durant les seves operacions ofensives el 1942 i més enllà, com l'operació Mart de l'octubre o a Târgul Frumos al maig de 1944.

### Preparatius alemanys

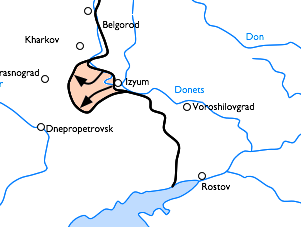
El Front Oriental al maig de 1942. El sortint d'Izium està pintat en vermell.

Desconegut pels soviètics, el 6è Exèrcit alemany, sota el recentment nomenat comandant, general Paulus, havia rebut ordres per llançar l'operació Friderikus. Aquesta operació perseguia llançar un atac contra els exèrcits soviètics situats al Sortent d'Izium, situat al sud de Khàrkiv i creat durant l'ofensiva soviètica d'hivern. El 6. Armee hauria d'encarregar-se'n, i la directiva publicada el 30 d'abril donava la data del 18 de maig com la de possible inici.
Els alemanys també havien realitzat un gran esforç de reforçament del Grup d'Exèrcits Sud, transferit al control del Mariscal Fedor von Bock, anterior comandant del Grups d'Exèrcits Centre durant les operacions Barbarossa i Tifó. El 5 d'abril de 1942, Hitler ordenà la Directiva N. 41, que senyalava el sud com a principal àrea d'operacions per a la campanya estratègica alemanya de l'estiu de 1942 i, a expenses de la resta de fronts, el Grup d'Exèrcits Sud havia de créixer fins al màxim de la seva capacitat operativa a finals d'abril o inicis de maig. L'objectiu estratègic va ser il·lustrat després de les victòries de Erich von Manstein i el seu 11. Armee a Crimea. L'objectiu central era el Caucas i els seus camps petrolers; i com a objectiu secundari, la ciutat de Stalingrad.
La introducció de l'operació Friderikus a l'abril també provà la intenció de reforçar les forces a la zona del 6è Exèrcit sota el comandament del general Paulus. A més, sense que els soviètics ho sabessin, l'exèrcit alemany també s'estava reagrupant a la zona per formar el centre d'operacions per a la imminent ofensiva al voltant de Khàrkiv. El 10 de maig Paulus presentà els seus plans per a l'operació Friedrikus, tot i que temia un atac soviètic. Per llavors, l'exèrcit alemany al qual s'oposaria Timoixenko estava perfectament preparat per a la seva operació vers el Caucas.

## L'ofensiva

### Fase inicial
L'ofensiva de l'Exèrcit Roig començà el 12 de maig de 1942 a les 06:30 amb un bombardeig d'artilleria concentrat d'una hora de durada, amb un atac aeri final de vint minuts sobre les posicions alemanyes. L'ofensiva terrestre començà amb un moviment de pinça doble des dels sortints de Voltxansk i Barvenkovo, que començà a les 07:30 del matí. Les tropes soviètiques van haver d'enfrontar-se a una dura resistència soviètica alemanya, que va ser lentament superada mitjançant atacs aeris concentrats i bombardeigs artillers, coordinats amb assalts terrestres contra les posicions fortificades. La lluita va ser tan dura que els soviètics van fer avançar el seu segon graó de formacions, preparant-les per si havien de llançar-les ja al combat. La lluita va ser particularment ferotge prop del poble soviètic de Nepokritaia, on els alemanys llançaren 3 contraatacs locals. Al final del dia, la major penetració assolida pels soviètics era de 10 kilòmetres. El comandament soviètic de camp, documentat pel general Moskalenko, va advertir el moviment de diverses unitats de reserva alemanya i finalment s'adonà que les seves forces estaven combatent contra dues divisions, no una com s'esperava, indicant que l'Exèrcit Roig havia portat a terme un pobre reconeixement i un mal servei d'intel·ligència abans de la batalla. De fet, el diari capturat d'un general alemany mort aludia al fet que els alemanys havien potser conegut anteriorment les operacions soviètiques a la regió. El dia també va veure, després d'una llarga tasca de persuasió de Paulus, l'alliberament de 3 divisions d'infanteria i una única divisió Panzer per fer-les servir en la defensa de Khàrkiv. Principalment, l'avanç alemany va ser pobre, assolint un èxit notable només al flanc esquerre, amb la resta d'avanços progressant lentament i patint algunes aturades. Bock havia advertit a Paulus que no contraataques immediatament fins que no tingués suport aeri, encara que això va ser reconsiderat posteriorment quan diverses brigades cuirassades soviètiques trencaren les línies del VIII Cos del general Walther Heitz al sector de Voltxansk, que es trobava només a 12 kilòmetres de Khàrkiv, constituint una greu amenaça pels alemanys.

#### Èxits inicials
Les primeres 72 hores van ser una pallissa pel Sisè Exèrcit, amb 16 batallons destruïts, lluitant enmig d'una forta pluja i el fang. Paulus reclamà una sèrie d'accions de manteniment, encara que els alemanys llançaren diversos contraatacs localitzats. Encara que el 14 de maig l'Exèrcit Roig va assolir guanys impressionants, les accions alemanyes van aconseguir el seu propòsit, i diverses divisions soviètiques van haver de ser retirades. Només els tancs soviètics, mantinguts en reserva, van poder aturar els contraatacs alemanys, amb grans pèrdues de vida. Per a disgust de Timoixenko, les pèrdues alemanyes van ser estimades com a mínimes, per exemple, s'estimà que només es destruïren entre 35 i 70 tancs de les divisions panzer 3a i 23a.

#### Arriba la Luftwaffe
Hitler ordenà immediatament a la Luftwaffe perquè ajudés a esclafar l'ofensiva. En aquells moments, el Korps més proper estava destinat a Crimea, participant en el setge de Sebastòpol. El VIII Fliegerkorps de general Wolfram von Richthofen va rebre l'ordre d'abandonar Crimea i dirigir-se a Khàrkiv, però es rescindí finalment l'ordre. En un moviment inusual, Hitler el deixà a Crimea, però no posà el cos sota el comandament de la Luftflotte 4 del Generaloberst Alexander Löhr, que tenia el VI Fliegerkorps (General der Flieger Kurt Pflugbeil) i el Fliegerführer Süd (Oberst Wolfgang von Wild), un petit comandament anti-vaixells localitzat a Crimea. En canvi, permeté a von Richthofen fer-se càrrec de les operacions sobre Sebastòpol. El setge a Crimea no s'havia completat, i la batalla de la península de Kertx encara no s'havia completat. Fins i tot Hitler es mostrà complagut amb el progrés i mantení a von Richthofen allà on estava i retirà el suport aeri del Fliegerkorps VIII per tal d'evitar un trencament soviètic a Khàrkiv. L'ús de la Luftwaffe per compensar la mancança de potència de foc alemanya indicava que el OKW veia a la Luftwaffe principalment com una arma de suport terrestre. Això disgustà a von Richthofen, qui es lamentaria dient que la Luftwaffe "era la meuca de l'exèrcit". Ara que no el traslladaven a Khàrkiv, Richthofen també es lamentava de la retirada de les seves unitats de la regió, argumentant que els combats a Kertx i Sebastòpol encara estaven en marxa i que si es desviaven els recursos aeris a Khàrkiv, no es podria garantir la victòria a Crimea; encara que les unitats soviètiques a Kertx ja estaven derrotades i la posició de l'Eix a Sebastòpol era còmoda.
Les notícies que un poderós suport aeri estava de camí per ajudar al VI Exèrcit aixecà la moral alemanya. De fet, els comandants d'exèrcit, com Paulus i von Bock, confiaven molt en la Luftwaffe, ordenant a les seves tropes que no s'arrisquessin a atacar sense tenir suport aeri. Mentrestant, el Fliegerkorps VI de Pflufgbeil va veure's obligat a emprar tots els avions de què disposava. Encara que va haver de fer front a una força aèria soviètica més nombrosa, va aconseguir assolir la superioritat aèria i reduí les baixes alemanyes causades per l'aviació soviètica. Però el cost per a les tripulacions va ser molt alt. Sovint havien de volar des de l'alba fins al vespre, i algunes tripulacions van haver de realitzar fins a 10 missions al dia. El 15 de maig, Pflugbeil va rebre reforços i rebé els Kampfgeschwader 27 (Ala de Bombarders 27, o KG 27), el Kampfgeschwader 51 (KG 51), Kampfgeschwader 55 (KG 55) i el Kampfgeschwader 76 (KG 76), equipats amb bombarders Junkers Ju 88 i Heinkel He 111. El també Sturzkampfgeschwader 77 (StG 77) també arribà per fer tasques de bombardeig directe sobre objectius terrestres. Ara Pflugbeil disposava de 10 Gruppen de bombarders, 6 de caces i 4 de Junkers Ju 87 Stuka; però les dificultats logístiques fea que només el 54,5% fossin operatius.

#### La defensa alemanya
El suport aeri alemany començà a fer el seu efecte, obligant al 38è Exèrcit soviètic a passar a la defensiva. Operà per tot el front, a vegades perillosament prop de les línies del front en moviment. L'acció aèria i el suport directe contra el terra malbarataren les línies soviètiques de subministrament, les zones de rereguarda i causaren pèrdues en les seves formacions blindades. El general Franz Halder remarcà que els atacs aeris van ser una gran contribució per trencar l'ofensiva soviètica. La Luftwaffe no només atacà l'enemic, sinó que també realitzà altres missions de subministrament vitals, llençant subministraments a les unitats alemanyes encerclades, podent continuar els combats fins que una contraofensiva els rellevés.
El 14 de maig, els alemanys continuaren colpejant les posicions soviètiques al nord en ofensives locals i, per llavors, la Luftwaffe havia guanyat la superioritat aèria sobre el sector de Khàrkiv, forçant a Timoixenko a moure els seus propis recursos aeris per tal de fer front a la Luftflotte 4. Els soviètics fracassaren i la Luftwaffe aconseguí la superioritat aèria sobre un enemic numèricament superior, però tècnicament inferior. Els combats aeris permeteren als avions de xoc alemanys tenir l'oportunitat d'influenciar encara més la batalla terrestre. Malgrat això, els soviètics continuaren avançant i deixant de combat diverses batalles menors i canviant la direcció de les seves amenaces. Malgrat això, davant la contínua resistència i els contraatacs locals, l'atac soviètic disminuí, especialment quan es combinava amb pesats atacs aeris. Al final del dia, el 28è Exèrcit ja no podia operar és ofensivament contra les posicions alemanyes.
Irònicament, la part meridional de la pinça soviètica no havia patit tant com els grups de xoc del nord. De fet, assoliren un èxit espectacular els tres primers dies de combats, amb una profunda penetració sobre les posicions alemanyes. Malgrat que els combats al sud també van ser molt intensos, els soviètics van poder deixar de costat diversos batallons claus alemanys, incloent diversos estrangers, incloent algunes unitats hongareses. L'èxit del grup de xoc sud, això no obstant, va ser atribuït al fet que les primeres penetracions al nord havien dirigit les reserves alemanyes allà, limitant els reforços al sud. Però el 14 de maig, Hitler n'informà al general Ewald von Kleist i ordenà que el seu I Panzerarmee que prengués la iniciativa en una profunda contraofensiva, preparant-se per al llançament final de l'operació Friderikus.

### Segona fase de l'ofensiva
El 15 i el 16 de maig tingué lloc una nova temptativa d'ofensiva soviètica al nord, trobant-se la mateixa resistència que ja havien trobat els tres primers de combats. Els bastions alemanys seguien resistint contra els assalts soviètics. La major contribució a la frustració soviètica a la batalla va ser la mancança de canons pesats, que finalment impediren que poguessin capturat posicions altament defensades. Un dels millors exemples va ser la defensa de Ternovaia, on les unitats alemanyes que la defensaven van rebutjar rendir-se de totes totes. La lluita va ser tan dura, que després d'avançar només cinc kilòmetres, l'ofensiva s'aturà al nord. L'endemà es produí un nou atac soviètic, majorment bloquejat pels contraatacs dels tancs alemanys, i les esgotades divisions soviètiques simplement no podien sostenir-se. En canvi, al sud s'assoliren èxits com ja havia succeït en els primers dies de combats, tot i que ara els soviètics van haver de començar a fer front a atacs aeris més durs. Els alemanys, en canvi, havien passat el dia en accions de defensa en tots dos sectors, llançant petits contraatacs per allunyar la potencial ofensiva soviètica, mentre que contínuament arribaven reforços des del sud, incloent diversos esquadrons aeris transferits des de Crimea. Pobres decisions de la 150a divisió de fusellers, que havia travessat amb èxit el riu Barvenkovo, tingué un paper principal en la pobre explotació dels èxits tàctics al grup de xoc sud.

#### Contraatacs del 1r Exèrcit Panzer
El 17 de maig, amb el suport del Fliegerkorps VI, els alemanys van prendre la iniciativa amb èxit, amb el 3r Cos Panzer i el 44è Cos d'Exèrcit iniciant un contraatac sobre el cap de pont de Barvenkovo des de la zona d'Aleksandrovka al sud. Amb un gran suport aeri, von Kleist va poder superar les posicions soviètiques i avançar 10 kilòmetres el primer dia d'atac. Moltes unitats soviètiques van ser enviades a rereguarda per reavituallar-se, mentre que d'altres avançaren fins al front per reforçar les afeblides posicions. El mateix dia, Timoixenko informà a Moscou del moviment i demanà reforços, descrivint els fracassos del dia. Les temptatives de Vassilevski perquè s'aprovés una retirada general van ser rebutjades per Stalin.
El 18 de maig la situació encara empitjorà més pels soviètics, i la Stavka suggerí un cop més aturar l'ofensiva i ordenar al Novè Exèrcit aturar l'ofensiva tapés el sortint. Timoixenko i Khrusxov informaren que el perill provinent del grup Kramatorsk de la Wehrmacht era exagerat, i Stalin rebutjà l'autorització de la retirada de nou. Les conseqüències de perdre la superioritat aèria també van ser aparents: el 18 de maig, el Fliegerkorps VI destruí 130 tancs i 500 vehicles motoritzats, i el 19 de maig destruí 29 tancs més.
El 19 de maig, Paulus, seguint les ordres de von Bock, havia començat una ofensiva general des de la zona de Merefa al nord del sortint per tal d'encerclar la resta de tropes soviètiques al sortint d'Izium. Només llavors Stalin autoritzà a Júkov a aturar l'ofensiva i fer front a les forces de flanqueig alemanyes. Però ja era massa tard. Ràpidament, els alemanys assoliren un èxit considerable contra les posicions defensives alemanyes. El 20 de maig la situació es repetí, amb els alemanys tancant el setge. Aquell dia es llençaren al combat noves divisions alemanyes, esclafant diverses posicions soviètiques i permetent als alemanys avançar encara més. La Luftwaffe també intensificà les seves operacions sobre el riu Donets, per tal d'evitar que les forces soviètiques poguessin escapar. Els Ju 87 del StG 77 destruïren cinc dels principals ponts i danyaren quatre més, mentre que els Ju 88 Kampfgeschwader 3 del causaren grans pèrdues entre les columnes cuirassades i motoritzades en retirada.
Malgrat que les tropes de Timoixenko aconseguiren reagrupar-se amb èxit el 21 de maig, ordenà una retirada del grup d'exèrcits Kotenko a finals del 22 de maig, mentre que preparava un atac pel 23 de maig, per ser llançat pels exèrcits 9è i 57è. Malgrat que els soviètics intentaren desesperadament aturar l'avanç alemany i llançaren diversos contraatacs locals per rellevar les unitats encerclades, generalment aquests fracassaren. A finals del 24 de maig, les tropes soviètiques davant Khàrkiv havien quedat envoltades per les formacions alemanyes, que havien estat capaces de transferir més divisions al front, incrementant la pressió sobre els flancs soviètics i finalment forçant-les al col·lapse.

#### L'encerclament soviètic

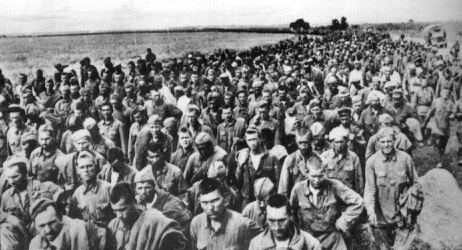
Presoners de guerra soviètics

El 25 de maig tingué lloc la primera gran temptativa soviètica per trencar el setge. El generalmajor alemany Lanz ho va descriure com a fet en massa. El 26 de maig, les tropes soviètiques supervivents van ser forçades a una posició de poc més 15 kimòmetres quadrats. Les temptatives soviètiques per trencar el setge alemany des de l'est van ser contínuament bloquejades pels alemanys mitjançant maniobres defensives i la Luftwaffe. Grups de tancs soviètics i d'infanteria que intentaren escapar i aconseguiren trencar les línies alemanyes van ser destruïts pels Ju 87s del StF 77. Davant de la determinació de les operacions alemanyes, Timoixenko ordenà aturar totes les maniobres ofensives soviètiques el 28 de maig, mentre que les temptatives per sortir del setge continuaren fins al 30. Finalment, menys d'un home de cada 10 aconseguí sortir de la ratera de Barvenkovo. Beevor xifra les pèrdues soviètiques en termes de presoners en 240.000, mentre que Glantz dona una xifra de 277.190 baixes soviètiques en total. Ambdós tendeixen a donar una baixa xifra de baixes alemanyes, amb només uns 20.000 homes entre morts, ferits i desapareguts. Malgrat les baixes, Khàrkiv va ser un gran pas enrere soviètic i marcaria el final d'una sèrie de sorprenents èxits de l'Exèrcit Roig durant la Contraofensiva d'Hivern i les ofensives menors portades a terme durant la primavera.

## Anàlisi i conclusions
Diversos autors han intentat senyalar els motius per al fracàs de la Segona Batalla de Khàrkiv. Diversos generals soviètics van culpar la incapacitat de la Stavka i de Stalin per apreciar la potència militar de la Wehrmacht al Front Oriental després de les seves derrotes a l'hivern de 1941-42 i a la primavera de 1942. Júkov comenta a les seves memòries que el fracàs d'aquesta operació era previsible, car l'operació va ser ineptament organitzada, i el risc d'exposar el flanc esquerre del sortint d'Izium als contraatacs alemanys era obvi en un mapa. D'acord amb Júkov, el motiu principal del fracàs soviètic rau en els errors fets per Stalin, que subestimà el perill dels exèrcits alemanys al sector sud-oest (com els que s'oposaven al sector de Moscou) i fracassà al preparar alguna reserva estratègica important per fer front a qualsevol amenaça potencial alemanya. A més, Stalin ignorà l'advertiment del seu propi cap de l'Estat Major General, que recomanà organitzar una forta defensa al sector sud-oest per poder rebutjar qualsevol atac de la Wehrmacht.
A més, els generals soviètics subordinats (especialment els del Front Sud-oest), que volien continuar els seus èxits de l'hivern, menyspreant la força dels seus enemics, com senyalà a posteriori el comandant del 38è Exèrcit Kiril Moskalenko. La contraofensiva soviètica de l'hivern afeblí la Wehrmacht, però no la destruí. Com afirma Moskalenko, citant un soldat anònim, els feixistes s'han llevat després d'hivernar.
La voluntat de Stalin d'emprar exèrcits recentment reclutats, pobrament entrenats i sense subministraments, il·lustra una concepció de realitats, tant sobre les capacitats de l'Exèrcit Roig i les armes subordinades de les forces armades, així com la capacitat dels alemanys per defensar-se i llançar una contraofensiva. Aquesta darrera es demostraria especialment en la posterior operació Caixa Blava, que portaria a la batalla de Stalingrad, encara que tindria un resultat completament diferent.
Khàrkiv havia mostrat el potencial dels exèrcits soviètics per dur a terme amb èxit una ofensiva. Aquesta batalla pot veure's com una de les principals temptatives en la que els soviètics tractaren d'evitar una ofensiva d'estiu alemanya. Això comportaria com la Stavka planejaria i portaria a terme les operacions Mart, Urà i Saturn. Encara que només dos d'aquestes acabarien en victòria, mostren de manera concisa l'evidència de les capacitats soviètiques en tombar la guerra en favor seu. Això culminaria en la batalla de Kursk al juliol de 1943. La Segona Batalla de Khàrkiv també va tenir un efecte positiu en Stalin, que començà a confiar en els seus comandants i en el seu Cap d'Estat Major (permetent que aquest darrer tingués l'última paraula en el nomenament de comandants per al front, per exemple). Després de la Gran Purga de 1937, fracassant en preveure la guerra el 1941, i subestimant la capacitat militar alemanya el 1942, Stalin finalment confià en els militars. Hitler, en canvi, començà a desconfiar dels seus oficials, destituint al general Halder, el seu Cap d'Estat Major, al setembre de 1942.
En el context de la mateixa batalla, el fracàs de l'Exèrcit Roig per reagrupar-se adequadament durant el preludi de la batalla i la capacitat alemanya per preveure els moviments alemanys van tenir un paper de gran importància en la batalla. La pobre actuació soviètica al nord i el pobre servei d'intel·ligència tant de la Stavka com del quarter general del front també van fer fracassar l'ofensiva. Malgrat tot això, sí que es va fer evident una evolució de les operacions i tàctiques de l'Exèrcit Roig que redefinia la teoria de preguerra, la batalla en profunditat soviètica.